# Blue Caprice
Pour plus de détails, voir Fiche technique et Distribution.
Blue Caprice est un film dramatique indépendant américain écrit et réalisé par Alexandre Moors et sorti en 2013.

## Fiche technique
- Titre original : Blue Caprice
- Titre français : Blue Caprice
- Réalisation : Alexandre Moors
- Scénario : Alexandre Moors, R.F.I. Porto
- Photographie : Brian O'Carroll
- Montage : Gordon Grinberg, Alexandre Moors
- Musique : Colin Stetson, Sarah Neufeld
- Pays d'origine : États-Unis
- Langue originale : anglais
- Format : couleur
- Genre : dramatique
- Durée : 93 minutes
- Dates de sortie : 
  -  États-Unis : 2013

## Distribution
- Tequan Richmond : Lee
- April Yvette Thompson : la mère de Lee
- Isaiah Washington : John
- Abner Expósito : le petit garçon de John
- Raúl Aquino : le garçon ainé de John
- Laura Aquino : la petite fille de John
- Cassandra Freeman : Angela
- J.W. Cortes : Army Recruiter #1
- Maul Donte Davis : Army Recruiter #2
- Nick Soviecke : Recruit (comme Nicholas Soviecke)
- Margaret Horning : Recruit
- Anthony Mouras : Recruit
- Dexter Driscoll : Recruit
- Tim Blake Nelson : Ray
- Bruce Kirkpatrick : Bartender
- Joey Lauren Adams : Jamie
- Maeve Lucas : Baby
- Ron Simons : le gérant du supermarché
- Maya Woods : Woman Victim
- Malik Hammond : Cigarette Smoking Kid
- Claudia Falzarano : le chanteur au barbecue
- Henry Max Nelson : BBQ Musician
- Sevan Barron : BBQ Mother
- Tristan Barron : BBQ Kid
- Terran Forbes Barron : BBQ Kid with Gun
- Happy Anderson : Car Salesman
- Leo Fitzpatrick : Land Mine Mark
- Laine Melendy : la femme de John
- Lynn Battaglia : Nurse
- Al Sapienza : Detective Harper (non crédité)